# Municipio de Burton (condado de Adams)
El municipio de Burton (en inglés: Burton Township) es un municipio ubicado en el condado de Adams en el estado estadounidense de Illinois. En el año 2010 tenía una población de 909 habitantes y una densidad poblacional de 9,23 personas por km².

## Geografía
El municipio de Burton se encuentra ubicado en las coordenadas 39°53′29″N 91°12′21″O / 39.89139, -91.20583. Según la Oficina del Censo de los Estados Unidos, el municipio tiene una superficie total de 98.5 km², de la cual 98,45 km² corresponden a tierra firme y (0,05 %) 0,05 km² es agua.

## Demografía
Según el censo de 2010, había 909 personas residiendo en el municipio de Burton. La densidad de población era de 9,23 hab./km². De los 909 habitantes, el municipio de Burton estaba compuesto por el 99,56 % blancos, el 0,11 % eran afroamericanos y el 0,33 % eran de una mezcla de razas. Del total de la población el 0,44 % eran hispanos o latinos de cualquier raza.